# Unificação do Kosovo com a Albânia

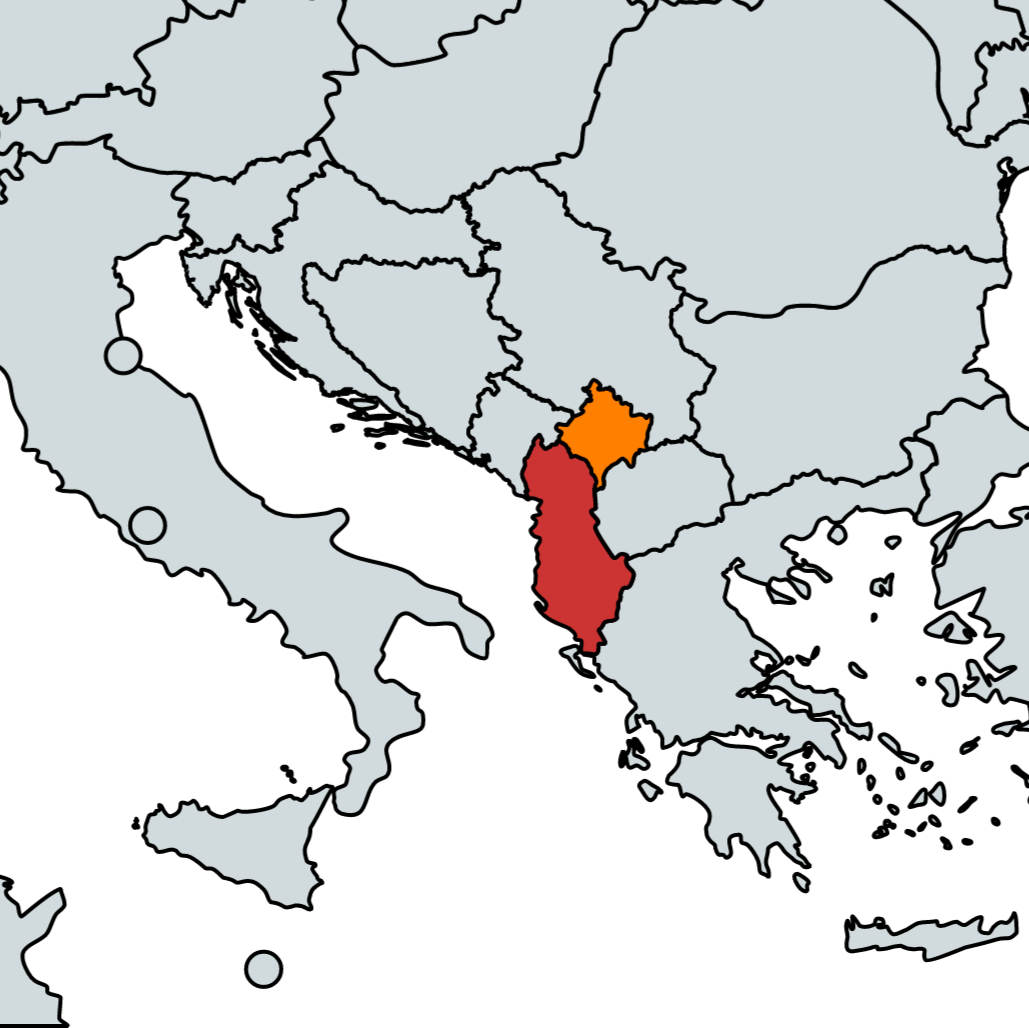
Albânia (vermelho) e Kosovo (laranja)

Unificação do Kosovo com a Albânia é um conceito político, revivido pela independência do Kosovo.  Embora não seja politicamente articulada, a unificação poderia tornar-se uma realidade, como resultado da unificação da educação, o que poderia gerar uma demanda por unificação política. 

## História
Durante os protestos no Kosovo em 1981, a Iugoslávia temia uma potencial unificação do Kosovo com a Albânia.  No início dos anos 1990, as declarações dos políticos albaneses eram contraditórias com respeito a isso. 
O ativista político Ukshin Hoti, fundador do Partido da União Nacional Albanesa, que acabaria morto pela polícia sérvia em 1999, foi um grande apoiante da unificação do Kosovo com a Albânia. 
Em 2001, Arben Imami, um político albanês relevante, declarou que a unificação do Kosovo com a Albânia deveria ser um objetivo do partido, mas foi rapidamente criticado por seu próprio partido. 
O Plano Ahtisaari estipulava a independência do Kosovo, adotando um "kosovar" multiétnico, ao invés de uma identidade albanesa. Ainda assim, pesquisas da Gallup revelaram que 75% dos albaneses do Kosovo prefeririam viver unificados com a Albânia no mesmo país. O mesmo apoio foi visto na Albânia, onde 68% dos cidadãos da Albânia preferiam uma unificação da Albânia com o Kosovo. 
Apesar das pesquisas apoiando a unificação do Kosovo com a Albânia, o objetivo dos políticos da Albânia tem sido, no entanto, a entrada na OTAN e na UE, em vez de uma unificação nacional. 